# Coppa del Brasile 2009
La Coppa del Brasile 2009 (ufficialmente in portoghese Copa do Brasil 2009) è stata la 21ª edizione della Coppa del Brasile.

## Formula
Partite a eliminazione diretta con gare di andata e ritorno. In caso di pareggio nei tempi regolamentari, passa la squadra che ha realizzato il maggior numero di gol fuori casa. Nel caso non sia possibile determinare un vincitore con la regola dei gol fuori casa, sono previsti i tiri di rigore.
Nei primi due turni (primo turno e sedicesimi di finale) se la squadra che gioca la prima partita in trasferta vince con 2 o più gol di scarto, è automaticamente qualificata al turno successivo senza dover disputare la gara di ritorno.

## Partecipanti
54 squadre ammesse tramite piazzamenti nelle competizioni statali, 10 tramite Ranking CBF.
Grêmio (1° nel Ranking CBF 2008), San Paolo (5° e 3° nel Campionato Paulista 2008), Palmeiras (7° e 2° nel Campionato Paulista 2008), Cruzeiro (9° e vincitore del Campionato Mineiro 2008) e Sport (15° e vincitore del Campionato Pernambucano 2008 e detentore del trofeo) esclusi per la partecipazione alla Coppa Libertadores 2009.

### Competizioni statali
Squadre ammesse per il miglior piazzamento nei campionati o nelle coppe statali:
| Stato               | Squadra (Città)                   | Motivo qualificazione                           |
| ------------------- | --------------------------------- | ----------------------------------------------- |
| Acre                | Rio Branco-AC (Rio Branco)        | Vincitore del Campionato Acreano 2008           |
| Alagoas             | CSA (Maceió)                      | Vincitore del Campionato Alagoano 2008          |
| Alagoas             | ASA (Arapiraca)                   | 2° nel Campionato Alagoano 2008                 |
| Amapá               | Cristal (Macapá)                  | Vincitore del Campionato Amapaense 2008         |
| Amazonas            | Holanda (Rio Preto da Eva)        | Vincitore del Campionato Amazonense 2008        |
| Amazonas            | Fast Clube (Manaus)               | 2° nel Campionato Amazonense 2008               |
| Bahia               | Vitória (Salvador)                | Vincitore del Campionato Baiano 2008            |
| Bahia               | Bahia (Salvador)                  | 2° nel Campionato Baiano 2008                   |
| Ceará               | Fortaleza (Fortaleza)             | Vincitore del Campionato Cearense 2008          |
| Ceará               | Icasa (Juazeiro do Norte)         | 2° nel Campionato Cearense 2008                 |
| Distretto Federale  | Brasiliense (Taguatinga)          | Vincitore del Campionato Brasiliense 2008       |
| Distretto Federale  | Dom Pedro (Núcleo Bandeirante)    | 2° nel Campionato Brasiliense 2008              |
| Espírito Santo      | Serra (Serra)                     | Vincitore del Campionato Capixaba 2008          |
| Espírito Santo      | Desportiva (Cariacica)            | Vincitore della Copa Espírito Santo 2008        |
| Goiás               | Itumbiara (Itumbiara)             | Vincitore del Campionato Goiano 2008            |
| Goiás               | Goiás (Goiânia)                   | 2° nel Campionato Goiano 2008                   |
| Maranhão            | Moto Club (São Luís)              | Vincitore del Campionato Maranhense 2008        |
| Maranhão            | Sampaio Corrêa (São Luís)         | 2° nel Campionato Maranhense 2008               |
| Mato Grosso         | Mixto (Cuiabá)                    | Vincitore del Campionato Matogrossense 2008     |
| Mato Grosso         | União Rondonópolis (Rondonópolis) | 2° nel Campionato Matogrossense 2008            |
| Mato Grosso do Sul  | Ivinhema (Ivinhema)               | Vincitore del Campionato Sul-Matogrossense 2008 |
| Mato Grosso do Sul  | Misto (Três Lagoas)               | 2° nel Campionato Sul-Matogrossense 2008        |
| Minas Gerais        | Atlético Mineiro (Belo Horizonte) | Vincitore del Campionato Mineiro 2008           |
| Minas Gerais        | Tupi (Juiz de Fora)               | 3° nel Campionato Mineiro 2008                  |
| Minas Gerais        | América-MG (Belo Horizonte)       | 2° nella Taça Minas Gerais 2008                 |
| Pará                | Remo (Belém)                      | Vincitore del Campionato Paraense 2008          |
| Pará                | Águia de Marabá (Marabá)          | 2° nel Campionato Paraense 2008                 |
| Paraíba             | Campinense (Campina Grande)       | Vincitore del Campionato Paraibano 2008         |
| Paraíba             | Nacional-PB (Patos)               | Vincitore della Copa Paraíba 2008               |
| Paraná              | Coritiba (Curitiba)               | Vincitore del Campionato Paranaense 2008        |
| Paraná              | Athl. Paranaense (Curitiba)       | 2° nel Campionato Paranaense 2008               |
| Paraná              | J. Malucelli (Curitiba)           | Vincitore della Copa Paraná 2007                |
| Pernambuco          | Náutico (Recife)                  | 2° nel Campionato Pernambucano 2008             |
| Pernambuco          | Central-PE (Caruaru)              | 3° nel Campionato Pernambucano 2008             |
| Piauí               | Barras (Barras)                   | Vincitore del Campionato Piauiense 2008         |
| Piauí               | Flamengo-PI (Teresina)            | Vincitore della Copa Piauí 2008                 |
| Rio de Janeiro      | Flamengo (Rio de Janeiro)         | Vincitore del Campionato Carioca 2008           |
| Rio de Janeiro      | Botafogo (Rio de Janeiro)         | 2° nel Campionato Carioca 2008                  |
| Rio de Janeiro      | Americano (Campos)                | 2° nella Copa Rio 2008                          |
| Rio Grande do Norte | ABC (Natal)                       | Vincitore del Campionato Potiguar 2008          |
| Rio Grande do Norte | Potiguar (Mossoró)                | 2° nel Campionato Potiguar 2008                 |
| Rio Grande do Sul   | Internacional (Porto Alegre)      | 3° nel Campionato Gaúcho 2008                   |
| Rio Grande do Sul   | Juventude (Caxias do Sul)         | 4° nel Campionato Gaúcho 2008                   |
| Rio Grande do Sul   | Caxias (Caxias do Sul)            | Vincitore della Copa FGF 2008                   |
| Rondônia            | Vilhena (Vilhena)                 | 2° nel Campionato Rondoniense 2008              |
| Roraima             | Atlético Roraima (Boa Vista)      | Vincitore del Campionato Roraimense 2008        |
| San Paolo           | Ponte Preta (Campinas)            | 2° nel Campionato Paulista 2008                 |
| San Paolo           | Guaratinguetá (Guaratinguetá)     | 4° nel Campionato Paulista 2008                 |
| San Paolo           | Atlético Sorocaba (Sorocaba)      | Vincitore della Copa Paulista 2008              |
| Santa Catarina      | Figueirense (Florianópolis)       | Vincitore del Campionato Catarinense 2008       |
| Santa Catarina      | Criciúma (Criciúma)               | 2° nel Campionato Catarinense 2008              |
| Sergipe             | Confiança (Aracaju)               | Vincitore del Campionato Sergipano 2008         |
| Sergipe             | Itabaiana (Itabaiana)             | 2° nella Copa Governo do Estado de Sergipe 2008 |
| Tocantins           | Tocantins de Palmas (Palmas)      | Vincitore del Campionato Tocantinense 2008      |

### Ranking
Squadre ammesse per il miglior piazzamento nel Ranking CBF 2008:
| Pos | Squadra       | Città          | Stato               |
| --- | ------------- | -------------- | ------------------- |
| 2   | Corinthians   | San Paolo      | San Paolo           |
| 3   | Vasco da Gama | Rio de Janeiro | Rio de Janeiro      |
| 10  | Santos        | Santos         | San Paolo           |
| 11  | Fluminense    | Rio de Janeiro | Rio de Janeiro      |
| 13  | Guarani       | Campinas       | San Paolo           |
| 17  | Portuguesa    | San Paolo      | San Paolo           |
| 21  | Santa Cruz    | Recife         | Pernambuco          |
| 23  | Paraná        | Curitiba       | Paraná              |
| 25  | Ceará         | Fortaleza      | Ceará               |
| 30  | América-RN    | Natal          | Rio Grande do Norte |

## Risultati

### Primo turno
Andata 18, 19 febbraio, 4, 5 e 6 marzo 2009, ritorno 4, 5, 18 e 19 marzo 2009.
| Squadra 1           | Totale      | Squadra 2        | Andata | Ritorno |
| ------------------- | ----------- | ---------------- | ------ | ------- |
| J. Malucelli        | 0-2         | Guarani          | 0-2    | -       |
| Flamengo-PI         | 1-4         | Vasco da Gama    | 1-4    | -       |
| Americano           | 6-2         | Santa Cruz       | 2-0    | 4-2     |
| Guaratinguetá       | 3-2         | Caxias           | 2-0    | 1-2     |
| Holanda             | 1-5         | Coritiba         | 1-2    | 0-3     |
| Icasa               | 2-2 4-3 dcr | Portuguesa       | 1-1    | 1-1     |
| Misto               | 2-2 3-2 dcr | Campinense       | 1-1    | 1-1     |
| Mixto               | 3-3 2-4 dcr | Paraná           | 1-2    | 2-1     |
| Sampaio Corrêa      | 4-4 gfc     | Figueirense      | 3-2    | 1-2     |
| Tupi                | 2-3         | Criciúma         | 2-0    | 0-3     |
| Desportiva          | 1-4         | Fortaleza        | 1-1    | 0-3     |
| Itabaiana           | 0-5         | Atlético Mineiro | 1-4    | -       |
| Nacional-PB         | 0-4         | Fluminense       | 0-1    | 0-3     |
| Rio Branco-AC       | 1-6         | Santos           | 1-2    | 0-4     |
| União Rondonópolis  | 1-2         | Internacional    | 1-0    | 0-2     |
| Barras              | 0-3         | Remo             | 0-1    | 0-2     |
| Águia de Marabá     | 3-1         | América-MG       | 2-1    | 1-0     |
| Atlético Sorocaba   | 1-2         | Juventude        | 1-0    | 0-2     |
| Confiança           | 3-2         | América-RN       | 3-2    | 0-0     |
| Cristal             | 2-5         | Brasiliense      | 1-2    | 1-3     |
| Potiguar            | 3-8         | Bahia            | 2-2    | 1-6     |
| Serra               | 3-6         | CSA              | 2-3    | 1-3     |
| Tocantins de Palmas | 0-3         | Athl. Paranaense | 0-3    | -       |
| Vilhena             | 2-8         | Ponte Preta      | 1-2    | 1-6     |
| Fast Clube          | 1-5         | ABC              | 1-1    | 0-4     |
| Atlético Roraima    | 1-3         | Goiás            | 1-3    | -       |
| ASA                 | 2-2 4-5 dcr | Vitória          | 1-1    | 1-1     |
| Central-PE          | gfc 1-1     | Ceará            | 0-0    | 1-1     |
| Itumbiara           | 0-2         | Corinthians      | 0-2    | -       |
| Ivinhema            | 0-5         | Flamengo         | 0-5    | -       |
| Moto Club           | 1-3         | Náutico          | 1-1    | 0-2     |
| Dom Pedro           | 0-2         | Botafogo         | 0-2    | -       |

### Sedicesimi di finale
Andata 8, 9, 10, 16 e 17 aprile 2009, ritorno 16, 22, 23 e 24 aprile 2009.
| Squadra 1       | Totale      | Squadra 2        | Andata | Ritorno |
| --------------- | ----------- | ---------------- | ------ | ------- |
| Americano       | 3-3 5-4 dcr | Botafogo         | 2-1    | 1-2     |
| ABC             | 3-5         | Athl. Paranaense | 2-2    | 1-3     |
| Bahia           | 2-2 gfc     | Coritiba         | 2-2    | 0-0     |
| Brasiliense     | 1-5         | Goiás            | 0-1    | 1-4     |
| CSA             | 1-0         | Santos           | 0-0    | 1-0     |
| Guarani         | 1-7         | Internacional    | 1-2    | 0-5     |
| Juventude       | 2-3         | Vitória          | 1-2    | 1-1     |
| Remo            | 0-2         | Flamengo         | 0-2    | -       |
| Figueirense     | 2-2 gfc     | Ponte Preta      | 2-2    | 0-0     |
| Fortaleza       | 3-2         | Paraná           | 2-1    | 1-1     |
| Icasa           | 2-1         | Confiança        | 0-0    | 2-1     |
| Central-PE      | 0-3         | Vasco da Gama    | 0-3    | -       |
| Criciúma        | 4-5         | Náutico          | 2-2    | 2-3     |
| Guaratinguetá   | 2-4         | Atlético Mineiro | 2-2    | 0-2     |
| Misto           | 0-2         | Corinthians      | 0-2    | -       |
| Águia de Marabá | 2-4         | Fluminense       | 2-1    | 0-3     |

### Ottavi di finale
Andata 29, 30 aprile e 1º maggio 2009, ritorno 6, 7 e 8 maggio 2009.
| Squadra 1        | Totale      | Squadra 2        | Andata | Ritorno |
| ---------------- | ----------- | ---------------- | ------ | ------- |
| Americano        | 1-2         | Ponte Preta      | 0-0    | 1-2     |
| CSA              | 0-7         | Coritiba         | 0-4    | 0-3     |
| Athl. Paranaense | 3-4         | Corinthians      | 3-2    | 0-2     |
| Flamengo         | 3-0         | Fortaleza        | 0-0    | 3-0     |
| Náutico          | 0-5         | Internacional    | 0-3    | 0-2     |
| Vitória          | 3-3 5-4 dcr | Atlético Mineiro | 3-0    | 0-3     |
| Vasco da Gama    | 5-2         | Icasa            | 1-1    | 4-1     |
| Goiás            | 2-2 gfc     | Fluminense       | 2-2    | 1-1     |

### Quarti di finale
Andata 12, 13 e 14 maggio 2009, ritorno 20 e 21 maggio 2009.
| Squadra 1     | Totale | Squadra 2     | Andata | Ritorno |
| ------------- | ------ | ------------- | ------ | ------- |
| Ponte Preta   | 2-3    | Coritiba      | 2-2    | 0-1     |
| Vasco da Gama | 5-1    | Vitória       | 4-0    | 1-1     |
| Corinthians   | 3-2    | Fluminense    | 1-0    | 2-2     |
| Flamengo      | 1-2    | Internacional | 0-0    | 1-2     |

### Semifinali
Andata 28 maggio 2009, ritorno 4 giugno 2009.
| Squadra 1     | Totale  | Squadra 2   | Andata | Ritorno |
| ------------- | ------- | ----------- | ------ | ------- |
| Internacional | 3-2     | Coritiba    | 3-1    | 0-1     |
| Vasco da Gama | 1-1 gfc | Corinthians | 1-1    | 0-0     |

### Finale

#### Andata
| Arbitro: | Lopes |

| |            | |
| Jorge Henrique 26’ Ronaldo 53’ | Marcatori  | |
| · Felipe P · Alessandro D · Chicão D · William D · Marcelo Oliveira D · Diego D · Cristian C · Elias C · Douglas C · Jorge Henrique A · Souza A · Ronaldo A · Dentinho A · Boquita C | Formazioni | · P Lauro · D Danilo Silva · D Índio · D Álvaro · D Marcelo Cordeiro · C Guiñazú · C Sandro · C Giuliano · C Magrão · C Andrezinho · C Glaydson · A Taison · A Alecsandro · A Leandrão |
| Mano Menezes | Allenatori | Tite |

#### Ritorno
| Arbitro: | Marques Ribeiro |

| |            | |
| Alecsandro 70’ 74’ | Marcatori  | 26’ Jorge Henrique 28’ André Santos |
| · Lauro P · Bolívar D · Danilo Silva D · Índio D · Danny Morais D · Kléber D · Guiñazú C · Glaydson C · Alecsandro A · Magrão C · D'Alessandro C · Taison A · Andrezinho C · Nilmar A | Formazioni | · P Felipe · D Alessandro · D Chicão · D William · D André Santos · D Diego · C Cristian · C Boquita · C Elias · C Douglas · A Jorge Henrique · A Ronaldo · A Dentinho · D Jean |
| Tite | Allenatori | Mano Menezes |

Corinthians vincitore della Coppa del Brasile 2009 e qualificato per la Coppa Libertadores 2010.

## Classifica marcatori
| Pos. | Giocatore          | Squadra          | Gol |
| ---- | ------------------ | ---------------- | --- |
| 1    | Taison             | Internacional    | 7   |
| 2    | Alecsandro         | Internacional    | 6   |
| 3    | Élton              | Vasco da Gama    | 5   |
| 3    | Gilmar             | Náutico          | 5   |
| 3    | Kempes             | Criciúma         | 5   |
| 3    | Marcelinho Paraíba | Coritiba         | 5   |
| 7    | Diego Tardelli     | Atlético Mineiro | 4   |
| 7    | Kieza              | Americano        | 4   |
| 7    | Marcelo Nicácio    | Fortaleza        | 4   |
| 7    | Neto Baiano        | Vitória          | 4   |